# 項伯
項 伯（こう はく、Xiàng Bó、? - 紀元前192年）は、中国の戦国時代末期から前漢初期にかけての政治家・武将。伯は字であり、名は纏（てん）という 。項燕の子で、兄弟 に項梁がいる。子は項睢（劉睢）。項羽の叔父であることや鴻門の会で劉邦を項荘から守ったことで知られる。。後に劉姓を賜り劉 纏（りゅう てん）と改姓した。

## 生涯
下相（現在の江蘇省宿遷市宿城区）の人。楚の名門・項家に生まれるも、紀元前223年に秦の始皇帝に派遣された将軍王翦によって楚が滅亡すると、国を追われた。下邳にいた際、任侠の行いをしていた張良と交際して、殺人を犯した時には匿われた。
始皇帝の死後、兄弟の項梁と甥の項羽の会稽における挙兵に参加した。
二世2年（紀元前208年）の項梁の死後は、項羽と行軍をともにし、二世3年（紀元前207年）における秦との戦いでは（鉅鹿の戦いなどで）諸侯とともに戦い、楚の左令尹（官名）となった。
劉邦が咸陽に入り、秦王子嬰を降伏させて間もなく、高祖元年（紀元前206年）に入り、項羽が大軍を率いて函谷関を破り、関中に入ると両者の間に対立が生じた。項羽の腹心の范増は劉邦の殺害を項羽に進言し、項羽はそれを容れ、劉邦への攻撃を決断する。
項伯は、劉邦の食客・参謀である旧友の張良の身を慮り、夜間に馬を馳せて、当時覇上に駐屯していた劉邦の陣屋を訪れる。張良に会うと、細かく事情を説明し、「劉邦に従って一緒に死んではいけない」と言って、自分とともに逃亡することを勧める。張良は「（主君である）韓王成の命令で、劉邦を送ってきたのに、沛公（劉邦）の危急の事態を見捨てるのは不義です。沛公にはこの（項羽が今にも攻撃してきそうな事態であるという）ことを告げないわけにはいけません」と断る。また、却って項伯に劉邦と会うように強く勧めた。張良は劉邦のもとにいき、項伯と会うように説得し、劉邦は項伯が張良より年長であると聞き、兄として仕えることを決める。張良の説得を受け、項伯は劉邦と会見し、大杯の酒を捧げられ、健康と長寿を祝されて姻戚関係を結ぶことを誓約される。項伯は、劉邦から項羽への口添えを頼まれ、承諾する。また、劉邦に、次の日の早朝に鴻門にある項羽の陣屋に出頭して項羽に謝罪する事を勧める。劉邦はこれを了承した。
項伯は、その夜の項羽の陣屋に帰り、劉邦の言い分を項羽に報告する。項伯は、項羽に対して、「沛公が先に関中に入らなければ、公（魯公・項羽のこと）はどうして（関中に簡単に）入ることができたでしょうか。沛公には大きな功績があります。それなのに沛公を攻撃するのは不義です。ですから、よく待遇しておくに越したことはありません」と説得する。項羽は劉邦を攻撃しないことを許諾する。
翌日、項伯の口利きにより、両者の会見が行われ、劉邦が項羽に謝罪する事で和解が成立し、両者和解の記念の酒宴となるも、この機を逃すべきでないとする范増は項羽の従弟の項荘に余興の剣舞にこと寄せて劉邦を殺す事を指示、この計略を覚った張良は、項伯に劉邦を守るよう合図を送り、項伯は項荘の相手役を演じ、さらに劉邦配下の樊噲がその場に乱入して劉邦を守った（鴻門の会）。
この後、劉邦は漢王となり、巴・蜀という僻地の王に封じられる。項伯は、張良から劉邦から賜った金100鎰、珠玉2斗を贈られる。さらに、項伯は張良を通じて、劉邦から手厚い贈り物を受けて、その依頼によって、漢中の地を劉邦に与えることを項羽に請う。項羽は許諾し、劉邦は漢中の地を手に入れる。
その後、劉邦が項羽討伐の兵を挙げた後も、項羽に仕え続ける。
高祖3年（紀元前204年）に離反した九江王英布が龍且に敗れ、劉邦のもとに逃れたときに九江に妻子を置いたままだったので、項羽の命で項伯の軍勢は九江を占領し、兵を収めた上で、英布の妻子を皆殺しにした。
項羽は劉邦と広武において対峙していた時、彭越が梁の地で反して、楚軍の兵糧を絶ったために苦戦していた。そこで、項羽は人質にしていた劉邦の父である劉太公を高いまな板に載せて、劉邦に「今、すぐに降伏しなければ、劉太公を煮るぞ」と呼びかけた。劉邦は、「私は項羽とともに懐王に仕えて、その命令を受けていた。その時、（私と項羽は）義兄弟となることを約束した。すなわち、私の親父はお前の親父だ。どうしても、親父を煮たいというのなら、どうか、私に（親父の）吸い物を分けてくれ」と返す。項羽は怒り、劉太公を殺そうとしたが、項伯は「天下の事はまだどうなるか分かりません。かつまた、天下を取ろうとするものは家族を顧みません。（劉太公を）殺しても利益はなく、わざわいが増すだけです」と項羽に進言する。項羽は、項伯に従い、劉太公は殺さなかった。
その後は、項羽の勢力が衰えると楚漢戦争（垓下の戦い？）後に、項羽から離反して劉邦に帰順したようである。
劉邦は項氏の一族は殺すことはなく、項伯は劉邦から、かつての『鴻門の会』での功績と劉邦との姻戚関係を結ぶ約束、劉太公を救ったことなどにより、射陽侯に封じられる。同族の項它（平皋侯）と項襄（桃侯）・玄武侯（名は不明）もまた封じられた。
高祖6年（紀元前201年）正月、項它・項襄・玄武侯とともに劉姓を賜り、「劉纏」と改姓した。

## 死後と評価
恵帝3年（紀元前192年）に死去し、子の睢が跡を継いだが罪を犯したために国を除かれた。
日本の中国史学者の佐竹靖彦は、項羽と項伯らの関係を「項羽は（項伯ら）親族や姻戚という感情的に近しい連中の助言に頼ることになったが、かれらは項纏（項伯）をはじめとして、項羽を助けるよりは足を引っ張るほうに傾きがちであった」と評している。
また、明代の通俗小説である『西漢通俗演義』の翻訳である『通俗漢楚軍談』では、項伯について、同時代の人々の噂話として、「なんと浅ましいことだ。項伯は長く項王（項羽）の家臣として、特に一族でも親しい親族であるのに、楚のために節に死ぬことせずに、喜んで漢の封爵を受けたばかりか、姓を劉氏に変えて平然として、人に恥辱があるということを知らない。（項伯は）本当に財を貪り、生命を盗む小人である」と批判している。